# Az angol labdarúgó-bajnokságok rendszere
Az angol labdarúgás bajnokságait az Angol labdarúgó-szövetség irányítása alatt rendezik meg minden évben. A rendszer 4 profi illetve számos amatőr liga versenysorozatát vonultatja fel.
A professzionális első osztályú bajnokságot, a Premier League, a másod-, harmad- valamint a negyedosztály küzdelmeit a The Football League szervezete szabályozza.
Az amatőr szintű bajnokságok (az ötödosztálytól, a tizenegyedik vonalig), pedig a National League szervezése alatt folynak (néhány ötöd- és hatodosztályú egyesület fél-profi státuszban működik).
A tizenegyedik vonaltól már régiós vagy megyei szervezetek irányítják a bajnoki küzdelmeket és a National League visszalépés vagy megszűnés esetén helyettesít csapatokat a területileg megfelelő bajnokságokból.
A ligákban a 6916 angol klub mellett, Wales hat (Swansea City AFC, Cardiff City FC, Newport County AFC, Wrexham AFC, Colwyn Bay FC, Merthyr Town FC), míg Guernsey egy (Guernsey FC) csapattal vesz részt.
A hierarchikus (feljutás, kiesés) formában zajló versenysorozatok lehetővé teszik a ligák kisebb együtteseinek is a rendszer csúcsát elérni.

## Felépítése
Az első öt liga országos kiterjedésű, viszont a hatodosztálytól már kisebb földrajzi területekre (régiókra, majd megyékre illetve településekre) vannak osztva a bajnoki kiírások.
A 20 csapattal rendelkező élvonal (Premier League), számít az angol labdarúgás csúcsának. Alattuk szerepel a The Football League három osztálya, melyek összesen 72 klubbal képviseltetik magukat. Az első négy osztályban szereplő 92 csapatot "Football League Clubs"-nak nevezik Angliában, hiszen mind professzionális státusszal rendelkezik.
A National League szervezete, az ötödik osztályt képviselő, hasonló névre keresztelt National League, valamint a hatodosztály északi- és déli régiókra osztott két bajnokságát (National League North és a National League South) irányítja. A mára már jelentős részben fél-profi csapatokat felvonultató ligákban 68 együttes küzd a bajnoki címekért.
A hetedik és a nyolcadik osztály régiós szervezetei (Isthmian League, a Northern Premier League és a Southern Football League), egy első-, illetve egy északi, és egy déli, másodosztályú bajnokság 208 csapatát indítja harcba minden szezonban.
Anglia "Non-League Clubs" névvel ellátott együttesei (a kilencedik osztálytól a huszonnegyedik vonalig), az ország amatőr labdarúgó életében vesznek részt. A bajnokságok, több mint 6000 regisztrált csapata közül, némelyik a tartalékcsapatait is felvonultatja, Southampton és Surrey, pedig ifjúsági ligákat is szerepeltet.
Az angol nemzeti kupában a profi és az amatőr csapatok részvétele is lehetséges. A 2009–10-es kupasorozatban 762 klub nevezését fogadta el az FA.

## Bajnoki rendszer
| Szint | Bajnokság/Osztály | Bajnokság/Osztály | Bajnokság/Osztály | Bajnokság/Osztály | Bajnokság/Osztály | Bajnokság/Osztály |
| ----- | --- | --- | --- | --- | --- | --- |
| 1     | Premier League (Barclays Premier League) 20 csapat – 3 kieső | Premier League (Barclays Premier League) 20 csapat – 3 kieső | Premier League (Barclays Premier League) 20 csapat – 3 kieső | Premier League (Barclays Premier League) 20 csapat – 3 kieső | Premier League (Barclays Premier League) 20 csapat – 3 kieső | Premier League (Barclays Premier League) 20 csapat – 3 kieső |
| 2     | Football League Championship (Sky Bet Championship) 24 csapat – 3 feljutó, 3 kieső | Football League Championship (Sky Bet Championship) 24 csapat – 3 feljutó, 3 kieső | Football League Championship (Sky Bet Championship) 24 csapat – 3 feljutó, 3 kieső | Football League Championship (Sky Bet Championship) 24 csapat – 3 feljutó, 3 kieső | Football League Championship (Sky Bet Championship) 24 csapat – 3 feljutó, 3 kieső | Football League Championship (Sky Bet Championship) 24 csapat – 3 feljutó, 3 kieső |
| 3     | Football League One (Sky Bet Football League 1) 24 csapat – 3 feljutó, 4 kieső | Football League One (Sky Bet Football League 1) 24 csapat – 3 feljutó, 4 kieső | Football League One (Sky Bet Football League 1) 24 csapat – 3 feljutó, 4 kieső | Football League One (Sky Bet Football League 1) 24 csapat – 3 feljutó, 4 kieső | Football League One (Sky Bet Football League 1) 24 csapat – 3 feljutó, 4 kieső | Football League One (Sky Bet Football League 1) 24 csapat – 3 feljutó, 4 kieső |
| 4     | Football League Two (Sky Bet Football League 2) 24 csapat – 4 feljutó, 2 kieső | Football League Two (Sky Bet Football League 2) 24 csapat – 4 feljutó, 2 kieső | Football League Two (Sky Bet Football League 2) 24 csapat – 4 feljutó, 2 kieső | Football League Two (Sky Bet Football League 2) 24 csapat – 4 feljutó, 2 kieső | Football League Two (Sky Bet Football League 2) 24 csapat – 4 feljutó, 2 kieső | Football League Two (Sky Bet Football League 2) 24 csapat – 4 feljutó, 2 kieső |
| 5     | National League (Vanarama National League) 24 csapat – 2 feljutó, 4 kieső | National League (Vanarama National League) 24 csapat – 2 feljutó, 4 kieső | National League (Vanarama National League) 24 csapat – 2 feljutó, 4 kieső | National League (Vanarama National League) 24 csapat – 2 feljutó, 4 kieső | National League (Vanarama National League) 24 csapat – 2 feljutó, 4 kieső | National League (Vanarama National League) 24 csapat – 2 feljutó, 4 kieső |
| 6     | National League North (Vanarama National League North) 22 csapat – 2 feljutó, 3 kieső | National League North (Vanarama National League North) 22 csapat – 2 feljutó, 3 kieső | National League North (Vanarama National League North) 22 csapat – 2 feljutó, 3 kieső | National League South (Vanarama National League South) 22 csapat – 2 feljutó, 3 kieső | National League South (Vanarama National League South) 22 csapat – 2 feljutó, 3 kieső | National League South (Vanarama National League South) 22 csapat – 2 feljutó, 3 kieső |
| 7     | Northern Premier League Premier Division (Evo-Stik Football League Northern Premier Division) 24 csapat – 2 feljutó, 4 kieső | Northern Premier League Premier Division (Evo-Stik Football League Northern Premier Division) 24 csapat – 2 feljutó, 4 kieső | Southern Football League Premier Division 24 csapat – 2 feljutó, 4 kieső | Southern Football League Premier Division 24 csapat – 2 feljutó, 4 kieső | Isthmian League Premier Division (Ryman Football League Premier Division) 24 csapat – 2 feljutó, 4 kieső | Isthmian League Premier Division (Ryman Football League Premier Division) 24 csapat – 2 feljutó, 4 kieső |
| 8     | Northern Premier League Division One North (Evo-Stik Football League Northern Premier First Division North) 22 csapat – 2 feljutó, 2 kieső | Northern Premier League Division One South (Evo-Stik Football League Northern Premier First Division South) 22 csapat – 2 feljutó, 2 kieső | Southern Football League Division One Central 22 csapat – 2 feljutó, 2 kieső | Southern Football League Division One South & West 22 csapat – 2 feljutó, 2 kieső | Isthmian League Division One North (Ryman Football League Division One North) 24 csapat – 2 feljutó, 3 kieső | Isthmian League Division One South (Ryman Football League Division One South) 24 csapat – 2 feljutó, 3 kieső |
| 9     | (Minden divízió hasonlóképpen működik) Combined Counties Football League Premier Division – 22 csapat Eastern Counties Football League Premier Division – 20 csapat Essex Senior Football League – 21 csapat Hellenic Football League Premier Division – 20 csapat Midland Football League Premier Division – 22 csapat North West Counties Football League Premier Division – 22 csapat Northern Counties East Football League Premier Division – 22 csapat Northern Football League Division One – 22 csapat Southern Combination Football League Premier Division – 20 csapat Southern Counties East Football League – 20 csapat Spartan South Midlands Football League Premier Division – 22 csapat United Counties Football League Premier Division – 22 csapat Wessex Football League Premier Division – 21 csapat Western Football League Premier Division – 21 csapat | (Minden divízió hasonlóképpen működik) Combined Counties Football League Premier Division – 22 csapat Eastern Counties Football League Premier Division – 20 csapat Essex Senior Football League – 21 csapat Hellenic Football League Premier Division – 20 csapat Midland Football League Premier Division – 22 csapat North West Counties Football League Premier Division – 22 csapat Northern Counties East Football League Premier Division – 22 csapat Northern Football League Division One – 22 csapat Southern Combination Football League Premier Division – 20 csapat Southern Counties East Football League – 20 csapat Spartan South Midlands Football League Premier Division – 22 csapat United Counties Football League Premier Division – 22 csapat Wessex Football League Premier Division – 21 csapat Western Football League Premier Division – 21 csapat | (Minden divízió hasonlóképpen működik) Combined Counties Football League Premier Division – 22 csapat Eastern Counties Football League Premier Division – 20 csapat Essex Senior Football League – 21 csapat Hellenic Football League Premier Division – 20 csapat Midland Football League Premier Division – 22 csapat North West Counties Football League Premier Division – 22 csapat Northern Counties East Football League Premier Division – 22 csapat Northern Football League Division One – 22 csapat Southern Combination Football League Premier Division – 20 csapat Southern Counties East Football League – 20 csapat Spartan South Midlands Football League Premier Division – 22 csapat United Counties Football League Premier Division – 22 csapat Wessex Football League Premier Division – 21 csapat Western Football League Premier Division – 21 csapat | (Minden divízió hasonlóképpen működik) Combined Counties Football League Premier Division – 22 csapat Eastern Counties Football League Premier Division – 20 csapat Essex Senior Football League – 21 csapat Hellenic Football League Premier Division – 20 csapat Midland Football League Premier Division – 22 csapat North West Counties Football League Premier Division – 22 csapat Northern Counties East Football League Premier Division – 22 csapat Northern Football League Division One – 22 csapat Southern Combination Football League Premier Division – 20 csapat Southern Counties East Football League – 20 csapat Spartan South Midlands Football League Premier Division – 22 csapat United Counties Football League Premier Division – 22 csapat Wessex Football League Premier Division – 21 csapat Western Football League Premier Division – 21 csapat | (Minden divízió hasonlóképpen működik) Combined Counties Football League Premier Division – 22 csapat Eastern Counties Football League Premier Division – 20 csapat Essex Senior Football League – 21 csapat Hellenic Football League Premier Division – 20 csapat Midland Football League Premier Division – 22 csapat North West Counties Football League Premier Division – 22 csapat Northern Counties East Football League Premier Division – 22 csapat Northern Football League Division One – 22 csapat Southern Combination Football League Premier Division – 20 csapat Southern Counties East Football League – 20 csapat Spartan South Midlands Football League Premier Division – 22 csapat United Counties Football League Premier Division – 22 csapat Wessex Football League Premier Division – 21 csapat Western Football League Premier Division – 21 csapat | (Minden divízió hasonlóképpen működik) Combined Counties Football League Premier Division – 22 csapat Eastern Counties Football League Premier Division – 20 csapat Essex Senior Football League – 21 csapat Hellenic Football League Premier Division – 20 csapat Midland Football League Premier Division – 22 csapat North West Counties Football League Premier Division – 22 csapat Northern Counties East Football League Premier Division – 22 csapat Northern Football League Division One – 22 csapat Southern Combination Football League Premier Division – 20 csapat Southern Counties East Football League – 20 csapat Spartan South Midlands Football League Premier Division – 22 csapat United Counties Football League Premier Division – 22 csapat Wessex Football League Premier Division – 21 csapat Western Football League Premier Division – 21 csapat |
| 10    | (Minden divízió hasonlóképpen működik) Combined Counties Football League Division One – 17 csapat East Midlands Counties Football League – 20 csapat Eastern Counties Football League Division One – 19 csapat Hellenic Football League Division One East – 14 csapat Hellenic Football League Division One West – 14 csapat Midland Football League Division One – 20 csapat North West Counties Football League Division One – 18 csapat Northern Counties East Football League Division One – 22 csapat Northern Football League Division Two – 22 csapat South West Peninsula Football League Premier Division – 20 csapat Southern Combination Football League Division One – 17 csapat Southern Counties East Football League Division One – 19 csapat Spartan South Midlands Football League Division One – 20 csapat United Counties Football League Division One – 20 csapat Wessex Football League Division One – 18 csapat West Midlands (Regional) Football League Premier Division – 22 csapat Western Football League Division One – 21 csapat | (Minden divízió hasonlóképpen működik) Combined Counties Football League Division One – 17 csapat East Midlands Counties Football League – 20 csapat Eastern Counties Football League Division One – 19 csapat Hellenic Football League Division One East – 14 csapat Hellenic Football League Division One West – 14 csapat Midland Football League Division One – 20 csapat North West Counties Football League Division One – 18 csapat Northern Counties East Football League Division One – 22 csapat Northern Football League Division Two – 22 csapat South West Peninsula Football League Premier Division – 20 csapat Southern Combination Football League Division One – 17 csapat Southern Counties East Football League Division One – 19 csapat Spartan South Midlands Football League Division One – 20 csapat United Counties Football League Division One – 20 csapat Wessex Football League Division One – 18 csapat West Midlands (Regional) Football League Premier Division – 22 csapat Western Football League Division One – 21 csapat | (Minden divízió hasonlóképpen működik) Combined Counties Football League Division One – 17 csapat East Midlands Counties Football League – 20 csapat Eastern Counties Football League Division One – 19 csapat Hellenic Football League Division One East – 14 csapat Hellenic Football League Division One West – 14 csapat Midland Football League Division One – 20 csapat North West Counties Football League Division One – 18 csapat Northern Counties East Football League Division One – 22 csapat Northern Football League Division Two – 22 csapat South West Peninsula Football League Premier Division – 20 csapat Southern Combination Football League Division One – 17 csapat Southern Counties East Football League Division One – 19 csapat Spartan South Midlands Football League Division One – 20 csapat United Counties Football League Division One – 20 csapat Wessex Football League Division One – 18 csapat West Midlands (Regional) Football League Premier Division – 22 csapat Western Football League Division One – 21 csapat | (Minden divízió hasonlóképpen működik) Combined Counties Football League Division One – 17 csapat East Midlands Counties Football League – 20 csapat Eastern Counties Football League Division One – 19 csapat Hellenic Football League Division One East – 14 csapat Hellenic Football League Division One West – 14 csapat Midland Football League Division One – 20 csapat North West Counties Football League Division One – 18 csapat Northern Counties East Football League Division One – 22 csapat Northern Football League Division Two – 22 csapat South West Peninsula Football League Premier Division – 20 csapat Southern Combination Football League Division One – 17 csapat Southern Counties East Football League Division One – 19 csapat Spartan South Midlands Football League Division One – 20 csapat United Counties Football League Division One – 20 csapat Wessex Football League Division One – 18 csapat West Midlands (Regional) Football League Premier Division – 22 csapat Western Football League Division One – 21 csapat | (Minden divízió hasonlóképpen működik) Combined Counties Football League Division One – 17 csapat East Midlands Counties Football League – 20 csapat Eastern Counties Football League Division One – 19 csapat Hellenic Football League Division One East – 14 csapat Hellenic Football League Division One West – 14 csapat Midland Football League Division One – 20 csapat North West Counties Football League Division One – 18 csapat Northern Counties East Football League Division One – 22 csapat Northern Football League Division Two – 22 csapat South West Peninsula Football League Premier Division – 20 csapat Southern Combination Football League Division One – 17 csapat Southern Counties East Football League Division One – 19 csapat Spartan South Midlands Football League Division One – 20 csapat United Counties Football League Division One – 20 csapat Wessex Football League Division One – 18 csapat West Midlands (Regional) Football League Premier Division – 22 csapat Western Football League Division One – 21 csapat | (Minden divízió hasonlóképpen működik) Combined Counties Football League Division One – 17 csapat East Midlands Counties Football League – 20 csapat Eastern Counties Football League Division One – 19 csapat Hellenic Football League Division One East – 14 csapat Hellenic Football League Division One West – 14 csapat Midland Football League Division One – 20 csapat North West Counties Football League Division One – 18 csapat Northern Counties East Football League Division One – 22 csapat Northern Football League Division Two – 22 csapat South West Peninsula Football League Premier Division – 20 csapat Southern Combination Football League Division One – 17 csapat Southern Counties East Football League Division One – 19 csapat Spartan South Midlands Football League Division One – 20 csapat United Counties Football League Division One – 20 csapat Wessex Football League Division One – 18 csapat West Midlands (Regional) Football League Premier Division – 22 csapat Western Football League Division One – 21 csapat |
| 11    | Anglian Combination Premier Division – 16 csapat Bedfordshire County Football League Premier Division – 16 csapat Cambridgeshire Football Association County Football League Premier Division – 18 csapat Central Midlands Football League North Division – 16 csapat Central Midlands Football League South Division – 18 csapat Cheshire Football League Premier Division – 16 csapat Dorset Premier League – 17 csapat Essex and Suffolk Border Football League Premier Division – 15 csapat Essex Olympian Football League Premier Division – 14 csapat Gloucestershire County Football League – 17 csapat Hampshire Premier League Senior Division – 17 csapat Hertfordshire Senior County Football League Premier Division – 18 csapat Humber Premier League Premier Division – 15 csapat Kent County Football League Premier Division – 15 csapat Leicestershire Senior Football League Premier Division – 20 csapat Liverpool County Premier League Premier Division – 15 csapat Manchester Football League Premier Division – 16 csapat Middlesex County Football League Premier Division – 18 csapat Midland Football League Division Two – 16 csapat Northamptonshire Combination Football League Premier Division – 15 csapat Northern Football Alliance Premier Division – 16 csapat Nottinghamshire Senior Football League Senior Division – 17 csapat | Anglian Combination Premier Division – 16 csapat Bedfordshire County Football League Premier Division – 16 csapat Cambridgeshire Football Association County Football League Premier Division – 18 csapat Central Midlands Football League North Division – 16 csapat Central Midlands Football League South Division – 18 csapat Cheshire Football League Premier Division – 16 csapat Dorset Premier League – 17 csapat Essex and Suffolk Border Football League Premier Division – 15 csapat Essex Olympian Football League Premier Division – 14 csapat Gloucestershire County Football League – 17 csapat Hampshire Premier League Senior Division – 17 csapat Hertfordshire Senior County Football League Premier Division – 18 csapat Humber Premier League Premier Division – 15 csapat Kent County Football League Premier Division – 15 csapat Leicestershire Senior Football League Premier Division – 20 csapat Liverpool County Premier League Premier Division – 15 csapat Manchester Football League Premier Division – 16 csapat Middlesex County Football League Premier Division – 18 csapat Midland Football League Division Two – 16 csapat Northamptonshire Combination Football League Premier Division – 15 csapat Northern Football Alliance Premier Division – 16 csapat Nottinghamshire Senior Football League Senior Division – 17 csapat | Anglian Combination Premier Division – 16 csapat Bedfordshire County Football League Premier Division – 16 csapat Cambridgeshire Football Association County Football League Premier Division – 18 csapat Central Midlands Football League North Division – 16 csapat Central Midlands Football League South Division – 18 csapat Cheshire Football League Premier Division – 16 csapat Dorset Premier League – 17 csapat Essex and Suffolk Border Football League Premier Division – 15 csapat Essex Olympian Football League Premier Division – 14 csapat Gloucestershire County Football League – 17 csapat Hampshire Premier League Senior Division – 17 csapat Hertfordshire Senior County Football League Premier Division – 18 csapat Humber Premier League Premier Division – 15 csapat Kent County Football League Premier Division – 15 csapat Leicestershire Senior Football League Premier Division – 20 csapat Liverpool County Premier League Premier Division – 15 csapat Manchester Football League Premier Division – 16 csapat Middlesex County Football League Premier Division – 18 csapat Midland Football League Division Two – 16 csapat Northamptonshire Combination Football League Premier Division – 15 csapat Northern Football Alliance Premier Division – 16 csapat Nottinghamshire Senior Football League Senior Division – 17 csapat | Oxfordshire Senior Football League Premier Division – 13 csapat Peterborough and District Football League Premier Division – 18 csapat Sheffield & Hallamshire County Senior Football League Premier Division – 14 csapat Somerset County Football League Premier Division – 18 csapat South West Peninsula Football League Division One East – 18 csapat South West Peninsula Football League Division One West – 17 csapat Southern Combination Football League Division Two – 16 csapat Spartan South Midlands Football League Division Two – 14 csapat Staffordshire County Senior Football League Premier Division – 18 csapat Suffolk and Ipswich Football League Senior Division – 16 csapat Surrey Elite Intermediate Football League Intermediate Division – 15 csapat Teesside Football League Division One – 19 csapat Thames Valley Premier League Premier Division – 14 csapat Wearside Football League – 20 csapat West Cheshire Football League Division One – 16 csapat West Lancashire Football League Premier Division – 16 csapat West Midlands (Regional) Football League Division One – 16 csapat West Riding County Amateur Football League Premier Division – 14 csapat West Yorkshire Football League Premier Division – 16 csapat Wiltshire Football League Premier Division – 16 csapat York Football League Premier Division – 15 csapat | Oxfordshire Senior Football League Premier Division – 13 csapat Peterborough and District Football League Premier Division – 18 csapat Sheffield & Hallamshire County Senior Football League Premier Division – 14 csapat Somerset County Football League Premier Division – 18 csapat South West Peninsula Football League Division One East – 18 csapat South West Peninsula Football League Division One West – 17 csapat Southern Combination Football League Division Two – 16 csapat Spartan South Midlands Football League Division Two – 14 csapat Staffordshire County Senior Football League Premier Division – 18 csapat Suffolk and Ipswich Football League Senior Division – 16 csapat Surrey Elite Intermediate Football League Intermediate Division – 15 csapat Teesside Football League Division One – 19 csapat Thames Valley Premier League Premier Division – 14 csapat Wearside Football League – 20 csapat West Cheshire Football League Division One – 16 csapat West Lancashire Football League Premier Division – 16 csapat West Midlands (Regional) Football League Division One – 16 csapat West Riding County Amateur Football League Premier Division – 14 csapat West Yorkshire Football League Premier Division – 16 csapat Wiltshire Football League Premier Division – 16 csapat York Football League Premier Division – 15 csapat | Oxfordshire Senior Football League Premier Division – 13 csapat Peterborough and District Football League Premier Division – 18 csapat Sheffield & Hallamshire County Senior Football League Premier Division – 14 csapat Somerset County Football League Premier Division – 18 csapat South West Peninsula Football League Division One East – 18 csapat South West Peninsula Football League Division One West – 17 csapat Southern Combination Football League Division Two – 16 csapat Spartan South Midlands Football League Division Two – 14 csapat Staffordshire County Senior Football League Premier Division – 18 csapat Suffolk and Ipswich Football League Senior Division – 16 csapat Surrey Elite Intermediate Football League Intermediate Division – 15 csapat Teesside Football League Division One – 19 csapat Thames Valley Premier League Premier Division – 14 csapat Wearside Football League – 20 csapat West Cheshire Football League Division One – 16 csapat West Lancashire Football League Premier Division – 16 csapat West Midlands (Regional) Football League Division One – 16 csapat West Riding County Amateur Football League Premier Division – 14 csapat West Yorkshire Football League Premier Division – 16 csapat Wiltshire Football League Premier Division – 16 csapat York Football League Premier Division – 15 csapat |
| 12    | Aldershot & District Football League Senior Division – 9 csapat Anglian Combination Division One – 15 csapat Aylesbury and District Football League Premier Division – 9 csapat Bedfordshire County Football League Division One – 14 csapat Brighton, Hove & District Football League Premier Division – 12 csapat Bristol Premier Combination Premier Division – 13 csapat Bristol and Suburban Football League Premier Division One – 13 csapat Cambridgeshire Football Association County Football League Senior A Division – 16 csapat Cheshire Football League Football League One – 12 csapat Cornwall Combination – 19 csapat Devon and Exeter Football League Premier Division – 16 csapat Doncaster and District Senior Football League – 17 csapat Dorset Football League Senior Division – 13 csapat Durham Alliance Football League – 12 csapat East Cornwall Football League Premier Division – 16 csapat East Sussex Football League Premier Division – 12 csapat Essex Alliance Football League Premier Division – 11 csapat Essex and Suffolk Border Football League Division One – 16 csapat Essex Olympian Football League Senior Division One – 13 csapat Gloucester Northern Senior Football League Division One – 16 csapat Hampshire Premier League Division One – 11 csapat Hertfordshire Senior County Football League Division One – 17 csapat Humber Premier League Division One – 15 csapat Kent County Football League Division One East – 11 csapat Kent County Football League Division One West – 12 csapat Leicestershire Senior Football League Division One – 17 csapat Lincolnshire Football League – 14 csapat Liverpool County Premier League Division One – 14 csapat Manchester Football League Division One – 13 csapat Mid-Sussex Football League Premier Division – 12 csapat Middlesex County Football League Division One (Central & East) – 10 csapat Middlesex County Football League Division One (West) – 11 csapat Midland Football League Division Three – 14 csapat | Aldershot & District Football League Senior Division – 9 csapat Anglian Combination Division One – 15 csapat Aylesbury and District Football League Premier Division – 9 csapat Bedfordshire County Football League Division One – 14 csapat Brighton, Hove & District Football League Premier Division – 12 csapat Bristol Premier Combination Premier Division – 13 csapat Bristol and Suburban Football League Premier Division One – 13 csapat Cambridgeshire Football Association County Football League Senior A Division – 16 csapat Cheshire Football League Football League One – 12 csapat Cornwall Combination – 19 csapat Devon and Exeter Football League Premier Division – 16 csapat Doncaster and District Senior Football League – 17 csapat Dorset Football League Senior Division – 13 csapat Durham Alliance Football League – 12 csapat East Cornwall Football League Premier Division – 16 csapat East Sussex Football League Premier Division – 12 csapat Essex Alliance Football League Premier Division – 11 csapat Essex and Suffolk Border Football League Division One – 16 csapat Essex Olympian Football League Senior Division One – 13 csapat Gloucester Northern Senior Football League Division One – 16 csapat Hampshire Premier League Division One – 11 csapat Hertfordshire Senior County Football League Division One – 17 csapat Humber Premier League Division One – 15 csapat Kent County Football League Division One East – 11 csapat Kent County Football League Division One West – 12 csapat Leicestershire Senior Football League Division One – 17 csapat Lincolnshire Football League – 14 csapat Liverpool County Premier League Division One – 14 csapat Manchester Football League Division One – 13 csapat Mid-Sussex Football League Premier Division – 12 csapat Middlesex County Football League Division One (Central & East) – 10 csapat Middlesex County Football League Division One (West) – 11 csapat Midland Football League Division Three – 14 csapat | Aldershot & District Football League Senior Division – 9 csapat Anglian Combination Division One – 15 csapat Aylesbury and District Football League Premier Division – 9 csapat Bedfordshire County Football League Division One – 14 csapat Brighton, Hove & District Football League Premier Division – 12 csapat Bristol Premier Combination Premier Division – 13 csapat Bristol and Suburban Football League Premier Division One – 13 csapat Cambridgeshire Football Association County Football League Senior A Division – 16 csapat Cheshire Football League Football League One – 12 csapat Cornwall Combination – 19 csapat Devon and Exeter Football League Premier Division – 16 csapat Doncaster and District Senior Football League – 17 csapat Dorset Football League Senior Division – 13 csapat Durham Alliance Football League – 12 csapat East Cornwall Football League Premier Division – 16 csapat East Sussex Football League Premier Division – 12 csapat Essex Alliance Football League Premier Division – 11 csapat Essex and Suffolk Border Football League Division One – 16 csapat Essex Olympian Football League Senior Division One – 13 csapat Gloucester Northern Senior Football League Division One – 16 csapat Hampshire Premier League Division One – 11 csapat Hertfordshire Senior County Football League Division One – 17 csapat Humber Premier League Division One – 15 csapat Kent County Football League Division One East – 11 csapat Kent County Football League Division One West – 12 csapat Leicestershire Senior Football League Division One – 17 csapat Lincolnshire Football League – 14 csapat Liverpool County Premier League Division One – 14 csapat Manchester Football League Division One – 13 csapat Mid-Sussex Football League Premier Division – 12 csapat Middlesex County Football League Division One (Central & East) – 10 csapat Middlesex County Football League Division One (West) – 11 csapat Midland Football League Division Three – 14 csapat | Midlands Regional Alliance Premier Division – 12 csapat North Berks Football League Division One – 12 csapat North Bucks and District Football League Premier Division – 13 csapat North Devon Football League Premier Division – 16 csapat Northamptonshire Combination Football League Division One – 14 csapat Northern Football Alliance Division One – 16 csapat Nottinghamshire Senior Football League Division One – 15 csapat Oxforshire Senior Football League Division One – 8 csapat Peterborough and District Football League Division One – 16 csapat Plymouth and West Devon Combination Football League Premier Division – 12 csapat Portsmouth Saturday Football League Premier Division – 8 csapat Salisbury & District (Saturday) Football League Premier Division – 9 csapat Sheffield & Hallamshire County Senior Football League Division One – 14 csapat Somerset County Football League Division One East – 14 csapat Somerset County Football League Division One West – 14 csapat South Devon Football League Premier Division – 14 csapat Staffordshire County Senior Football League Division One – 16 csapat Suffolk and Ipswich Football League Division One – 14 csapat Surrey County Intermediate Football League (Western) Premier Division – 12 csapat Surrey South Eastern Combination Intermediate Division One – 12 csapat Swindon & District Football League Premier Division – 12 csapat Teesside Football League Division Two – 13 csapat Thames Valley Premier League Division One – 11 csapat Trowbridge & District Football League Division One – 12 csapat West Cheshire Football League Division Two – 16 csapat West Lancashire Football League Division One – 14 csapat West Midlands (Regional) Football League Division Two – 17 csapat West Riding County Amateur Football League Division One – 13 csapat West Sussex Football League Premier Division – 11 csapat West Yorkshire Football League Division One – 16 csapat Wycombe and District Football League Premier Division – 8 csapat York Football League Division One – 12 csapat | Midlands Regional Alliance Premier Division – 12 csapat North Berks Football League Division One – 12 csapat North Bucks and District Football League Premier Division – 13 csapat North Devon Football League Premier Division – 16 csapat Northamptonshire Combination Football League Division One – 14 csapat Northern Football Alliance Division One – 16 csapat Nottinghamshire Senior Football League Division One – 15 csapat Oxforshire Senior Football League Division One – 8 csapat Peterborough and District Football League Division One – 16 csapat Plymouth and West Devon Combination Football League Premier Division – 12 csapat Portsmouth Saturday Football League Premier Division – 8 csapat Salisbury & District (Saturday) Football League Premier Division – 9 csapat Sheffield & Hallamshire County Senior Football League Division One – 14 csapat Somerset County Football League Division One East – 14 csapat Somerset County Football League Division One West – 14 csapat South Devon Football League Premier Division – 14 csapat Staffordshire County Senior Football League Division One – 16 csapat Suffolk and Ipswich Football League Division One – 14 csapat Surrey County Intermediate Football League (Western) Premier Division – 12 csapat Surrey South Eastern Combination Intermediate Division One – 12 csapat Swindon & District Football League Premier Division – 12 csapat Teesside Football League Division Two – 13 csapat Thames Valley Premier League Division One – 11 csapat Trowbridge & District Football League Division One – 12 csapat West Cheshire Football League Division Two – 16 csapat West Lancashire Football League Division One – 14 csapat West Midlands (Regional) Football League Division Two – 17 csapat West Riding County Amateur Football League Division One – 13 csapat West Sussex Football League Premier Division – 11 csapat West Yorkshire Football League Division One – 16 csapat Wycombe and District Football League Premier Division – 8 csapat York Football League Division One – 12 csapat | Midlands Regional Alliance Premier Division – 12 csapat North Berks Football League Division One – 12 csapat North Bucks and District Football League Premier Division – 13 csapat North Devon Football League Premier Division – 16 csapat Northamptonshire Combination Football League Division One – 14 csapat Northern Football Alliance Division One – 16 csapat Nottinghamshire Senior Football League Division One – 15 csapat Oxforshire Senior Football League Division One – 8 csapat Peterborough and District Football League Division One – 16 csapat Plymouth and West Devon Combination Football League Premier Division – 12 csapat Portsmouth Saturday Football League Premier Division – 8 csapat Salisbury & District (Saturday) Football League Premier Division – 9 csapat Sheffield & Hallamshire County Senior Football League Division One – 14 csapat Somerset County Football League Division One East – 14 csapat Somerset County Football League Division One West – 14 csapat South Devon Football League Premier Division – 14 csapat Staffordshire County Senior Football League Division One – 16 csapat Suffolk and Ipswich Football League Division One – 14 csapat Surrey County Intermediate Football League (Western) Premier Division – 12 csapat Surrey South Eastern Combination Intermediate Division One – 12 csapat Swindon & District Football League Premier Division – 12 csapat Teesside Football League Division Two – 13 csapat Thames Valley Premier League Division One – 11 csapat Trowbridge & District Football League Division One – 12 csapat West Cheshire Football League Division Two – 16 csapat West Lancashire Football League Division One – 14 csapat West Midlands (Regional) Football League Division Two – 17 csapat West Riding County Amateur Football League Division One – 13 csapat West Sussex Football League Premier Division – 11 csapat West Yorkshire Football League Division One – 16 csapat Wycombe and District Football League Premier Division – 8 csapat York Football League Division One – 12 csapat |
| 13    | Aldershot & District Football League Division One – 10 csapat Altrincham and District Amateur Football League Division One – 11 csapat Andover and District Football League – 10 csapat Anglian Combination Division Two – 15 csapat Aylesbury and District Football League Division One – 11 csapat Banbury District and Lord Jersey FA Premier Division – 11 csapat Bedfordshire County Football League Division Two – 12 csapat Bournemouth Saturday Football League Premier Division – 11 csapat Brighton, Hove & District Football League Division One East – 13 csapat Brighton, Hove & District Football League Division One West – 11 csapat Bristol Premier Combination Premier Division One – 14 csapat Bristol and Suburban Football League Premier Division Two – 13 csapat Cambridgeshire Football Association County Football League Senior B Division – 16 csapat Cheshire Football League Football League Two – 12 csapat Colchester and East Essex Football League Premier Division – 13 csapat Devon and Exeter Football League Division One – 13 csapat Dorset Football League Division One – 12 csapat Driffield and District Football League Premier Division – 9 csapat East Berkshire Football League Premier Division – 12 csapat East Cornwall Football League Division One – 16 csapat East Riding County Football League Premier Division – 12 csapat East Sussex Football League Division One – 10 csapat Essex Alliance Football League Division One – 10 csapat Essex and Suffolk Border Football League Division Two – 15 csapat Essex Olympian Football League Senior Division Two – 13 csapat Gloucester Northern Senior Football League Division Two – 16 csapat Hertford and District Football League Premier Division – 10 csapat Kent County Football League Division Two East – 11 csapat Kent County Football League Division Two West – 14 csapat Lancashire Amateur Football League Premier Division – 14 csapat Leicester and District Football League Premier Division – 10 csapat Liverpool County Premier League Division Two – 12 csapat Mercian Regional Football League Premier Division – 14 csapat Middlesex County Football League Division Two – 11 csapat Mid-Essex Football League Premier Division – 11 csapat Mid-Sussex Football League Championship – 12 csapat Midlands Regional Alliance Division One – 12 csapat | Aldershot & District Football League Division One – 10 csapat Altrincham and District Amateur Football League Division One – 11 csapat Andover and District Football League – 10 csapat Anglian Combination Division Two – 15 csapat Aylesbury and District Football League Division One – 11 csapat Banbury District and Lord Jersey FA Premier Division – 11 csapat Bedfordshire County Football League Division Two – 12 csapat Bournemouth Saturday Football League Premier Division – 11 csapat Brighton, Hove & District Football League Division One East – 13 csapat Brighton, Hove & District Football League Division One West – 11 csapat Bristol Premier Combination Premier Division One – 14 csapat Bristol and Suburban Football League Premier Division Two – 13 csapat Cambridgeshire Football Association County Football League Senior B Division – 16 csapat Cheshire Football League Football League Two – 12 csapat Colchester and East Essex Football League Premier Division – 13 csapat Devon and Exeter Football League Division One – 13 csapat Dorset Football League Division One – 12 csapat Driffield and District Football League Premier Division – 9 csapat East Berkshire Football League Premier Division – 12 csapat East Cornwall Football League Division One – 16 csapat East Riding County Football League Premier Division – 12 csapat East Sussex Football League Division One – 10 csapat Essex Alliance Football League Division One – 10 csapat Essex and Suffolk Border Football League Division Two – 15 csapat Essex Olympian Football League Senior Division Two – 13 csapat Gloucester Northern Senior Football League Division Two – 16 csapat Hertford and District Football League Premier Division – 10 csapat Kent County Football League Division Two East – 11 csapat Kent County Football League Division Two West – 14 csapat Lancashire Amateur Football League Premier Division – 14 csapat Leicester and District Football League Premier Division – 10 csapat Liverpool County Premier League Division Two – 12 csapat Mercian Regional Football League Premier Division – 14 csapat Middlesex County Football League Division Two – 11 csapat Mid-Essex Football League Premier Division – 11 csapat Mid-Sussex Football League Championship – 12 csapat Midlands Regional Alliance Division One – 12 csapat | Aldershot & District Football League Division One – 10 csapat Altrincham and District Amateur Football League Division One – 11 csapat Andover and District Football League – 10 csapat Anglian Combination Division Two – 15 csapat Aylesbury and District Football League Division One – 11 csapat Banbury District and Lord Jersey FA Premier Division – 11 csapat Bedfordshire County Football League Division Two – 12 csapat Bournemouth Saturday Football League Premier Division – 11 csapat Brighton, Hove & District Football League Division One East – 13 csapat Brighton, Hove & District Football League Division One West – 11 csapat Bristol Premier Combination Premier Division One – 14 csapat Bristol and Suburban Football League Premier Division Two – 13 csapat Cambridgeshire Football Association County Football League Senior B Division – 16 csapat Cheshire Football League Football League Two – 12 csapat Colchester and East Essex Football League Premier Division – 13 csapat Devon and Exeter Football League Division One – 13 csapat Dorset Football League Division One – 12 csapat Driffield and District Football League Premier Division – 9 csapat East Berkshire Football League Premier Division – 12 csapat East Cornwall Football League Division One – 16 csapat East Riding County Football League Premier Division – 12 csapat East Sussex Football League Division One – 10 csapat Essex Alliance Football League Division One – 10 csapat Essex and Suffolk Border Football League Division Two – 15 csapat Essex Olympian Football League Senior Division Two – 13 csapat Gloucester Northern Senior Football League Division Two – 16 csapat Hertford and District Football League Premier Division – 10 csapat Kent County Football League Division Two East – 11 csapat Kent County Football League Division Two West – 14 csapat Lancashire Amateur Football League Premier Division – 14 csapat Leicester and District Football League Premier Division – 10 csapat Liverpool County Premier League Division Two – 12 csapat Mercian Regional Football League Premier Division – 14 csapat Middlesex County Football League Division Two – 11 csapat Mid-Essex Football League Premier Division – 11 csapat Mid-Sussex Football League Championship – 12 csapat Midlands Regional Alliance Division One – 12 csapat | North Berks Football League Division Two – 10 csapat North Bucks and District Football League Intermediate Division – 13 csapat North Devon Football League Senior Division – 16 csapat North Leicestershire Football League Premier Division – 10 csapat Northamptonshire Combination Football League Division Two – 14 csapat Northern Football Alliance Division Two – 15 csapat Nottinghamshire Senior Football League Division Two – 16 csapat Oxfordshire Senior Football League Division Two – 13 csapat Peterborough and District Football League Division Two – 15 csapat Plymouth and West Devon Combination Football League Division One – 12 csapat Portsmouth Saturday Football League Division One – 8 csapat Salisbury & District (Saturday) Football League Division One – 6 csapat Sheffield & Hallamshire County Senior Football League Division Two – 13 csapat Somerset County Football League Division Two East – 14 csapat Somerset County Football League Division Two West – 14 csapat South Devon Football League Division One – 14 csapat Southampton Saturday Football League Premier Division – 10 csapat Southend Borough Combination Premier Division – 12 csapat Staffordshire County Senior Football League Division Two North – 12 csapat Staffordshire County Senior Football League Division Two South – 11 csapat Suffolk and Ipswich Football League Division Two – 14 csapat Surrey County Intermediate Football League (Western) Division One – 13 csapat Surrey South Eastern Combination Intermediate Division Two – 13 csapat Swindon & District Football League Division One – 9 csapat Thames Valley Premier League Division Two – 11 csapat Trelawny Football League Premier Division – 14 csapat Trowbridge & District Football League Division Two – 11 csapat Wearside Combination Football League – 12 csapat West Cheshire Association Football League Division Three – 16 csapat West Lancashire Football League Division Two – 12 csapat West Riding County Amateur Football League Division Two – 9 csapat West Sussex Football League Division One – 11 csapat West Yorkshire Association Football League Division Two – 16 csapat Witney and District Football League Premier Division – 11 csapat Wycombe and District Football League Division One – 8 csapat York Football League Division Two – 11 csapat | North Berks Football League Division Two – 10 csapat North Bucks and District Football League Intermediate Division – 13 csapat North Devon Football League Senior Division – 16 csapat North Leicestershire Football League Premier Division – 10 csapat Northamptonshire Combination Football League Division Two – 14 csapat Northern Football Alliance Division Two – 15 csapat Nottinghamshire Senior Football League Division Two – 16 csapat Oxfordshire Senior Football League Division Two – 13 csapat Peterborough and District Football League Division Two – 15 csapat Plymouth and West Devon Combination Football League Division One – 12 csapat Portsmouth Saturday Football League Division One – 8 csapat Salisbury & District (Saturday) Football League Division One – 6 csapat Sheffield & Hallamshire County Senior Football League Division Two – 13 csapat Somerset County Football League Division Two East – 14 csapat Somerset County Football League Division Two West – 14 csapat South Devon Football League Division One – 14 csapat Southampton Saturday Football League Premier Division – 10 csapat Southend Borough Combination Premier Division – 12 csapat Staffordshire County Senior Football League Division Two North – 12 csapat Staffordshire County Senior Football League Division Two South – 11 csapat Suffolk and Ipswich Football League Division Two – 14 csapat Surrey County Intermediate Football League (Western) Division One – 13 csapat Surrey South Eastern Combination Intermediate Division Two – 13 csapat Swindon & District Football League Division One – 9 csapat Thames Valley Premier League Division Two – 11 csapat Trelawny Football League Premier Division – 14 csapat Trowbridge & District Football League Division Two – 11 csapat Wearside Combination Football League – 12 csapat West Cheshire Association Football League Division Three – 16 csapat West Lancashire Football League Division Two – 12 csapat West Riding County Amateur Football League Division Two – 9 csapat West Sussex Football League Division One – 11 csapat West Yorkshire Association Football League Division Two – 16 csapat Witney and District Football League Premier Division – 11 csapat Wycombe and District Football League Division One – 8 csapat York Football League Division Two – 11 csapat | North Berks Football League Division Two – 10 csapat North Bucks and District Football League Intermediate Division – 13 csapat North Devon Football League Senior Division – 16 csapat North Leicestershire Football League Premier Division – 10 csapat Northamptonshire Combination Football League Division Two – 14 csapat Northern Football Alliance Division Two – 15 csapat Nottinghamshire Senior Football League Division Two – 16 csapat Oxfordshire Senior Football League Division Two – 13 csapat Peterborough and District Football League Division Two – 15 csapat Plymouth and West Devon Combination Football League Division One – 12 csapat Portsmouth Saturday Football League Division One – 8 csapat Salisbury & District (Saturday) Football League Division One – 6 csapat Sheffield & Hallamshire County Senior Football League Division Two – 13 csapat Somerset County Football League Division Two East – 14 csapat Somerset County Football League Division Two West – 14 csapat South Devon Football League Division One – 14 csapat Southampton Saturday Football League Premier Division – 10 csapat Southend Borough Combination Premier Division – 12 csapat Staffordshire County Senior Football League Division Two North – 12 csapat Staffordshire County Senior Football League Division Two South – 11 csapat Suffolk and Ipswich Football League Division Two – 14 csapat Surrey County Intermediate Football League (Western) Division One – 13 csapat Surrey South Eastern Combination Intermediate Division Two – 13 csapat Swindon & District Football League Division One – 9 csapat Thames Valley Premier League Division Two – 11 csapat Trelawny Football League Premier Division – 14 csapat Trowbridge & District Football League Division Two – 11 csapat Wearside Combination Football League – 12 csapat West Cheshire Association Football League Division Three – 16 csapat West Lancashire Football League Division Two – 12 csapat West Riding County Amateur Football League Division Two – 9 csapat West Sussex Football League Division One – 11 csapat West Yorkshire Association Football League Division Two – 16 csapat Witney and District Football League Premier Division – 11 csapat Wycombe and District Football League Division One – 8 csapat York Football League Division Two – 11 csapat |
| 14    | Aldershot & District Football League Division Two – 10 csapat Altrincham and District Amateur Football League Division Two – 13 csapat Anglian Combination Division Three – 18 csapat Aylesbury and District Football League Division Two – 10 csapat Banbury District and Lord Jersey FA Division One – 11 csapat Basingstoke and District Football League Premier Division – 11 csapat Bath and District Football League – 10 csapat Bedfordshire County Football League Division Three – 12 csapat Bournemouth Saturday Football League Division One – 9 csapat Brighton, Hove & District Football League Division Two West – 10 csapat Bristol and District Football League Senior Division – 14 csapat Bristol and Suburban Association Football League Division One – 13 csapat Cambridgeshire Football Association County Football League Division One A – 13 csapat Cambridgeshire Football Association County Football League Division One B – 14 csapat Colchester and East Essex Football League Division One – 13 csapat Cheltenham Football League Division One – 13 csapat Cirencester and District Football League Division One – 13 csapat Craven and District Football League Premier Division – 12 csapat Devon and Exeter Football League Division Two – 13 csapat Dorset Football League Division Two – 12 csapat Driffield and District Football League Division One – 9 csapat Duchy Football League Premier Division – 13 csapat East Berkshire Football League Division One – 8 csapat East Riding Amateur Football League – 11 csapat East Riding County Football League Division One – 12 csapat East Sussex Football League Division Two – 11 csapat Essex Alliance Football League Division Two – 9 csapat Essex and Suffolk Border Football League Division Three – 9 csapat Essex Olympian Football League Senior Division Three – 13 csapat Furness Premier League Premier Division – 14 csapat Guildford and Woking Alliance Football League Premier Division – 11 csapat Halifax and District Football League Premier Division – 11 csapat Harrogate and District Football League Premier Division – 12 csapat Hertford and District Football League Division One – 12 csapat Huddersfield and District Association Football League Division One – 12 csapat Kent County Football League Division Three East – 12 csapat Kent County Football League Division Three West – 14 csapat Kingston and District Football League Premier Division – 11 csapat Lancashire Amateur Football League Division One – 14 csapat Leicester and District Football League Division One – 13 csapat | Aldershot & District Football League Division Two – 10 csapat Altrincham and District Amateur Football League Division Two – 13 csapat Anglian Combination Division Three – 18 csapat Aylesbury and District Football League Division Two – 10 csapat Banbury District and Lord Jersey FA Division One – 11 csapat Basingstoke and District Football League Premier Division – 11 csapat Bath and District Football League – 10 csapat Bedfordshire County Football League Division Three – 12 csapat Bournemouth Saturday Football League Division One – 9 csapat Brighton, Hove & District Football League Division Two West – 10 csapat Bristol and District Football League Senior Division – 14 csapat Bristol and Suburban Association Football League Division One – 13 csapat Cambridgeshire Football Association County Football League Division One A – 13 csapat Cambridgeshire Football Association County Football League Division One B – 14 csapat Colchester and East Essex Football League Division One – 13 csapat Cheltenham Football League Division One – 13 csapat Cirencester and District Football League Division One – 13 csapat Craven and District Football League Premier Division – 12 csapat Devon and Exeter Football League Division Two – 13 csapat Dorset Football League Division Two – 12 csapat Driffield and District Football League Division One – 9 csapat Duchy Football League Premier Division – 13 csapat East Berkshire Football League Division One – 8 csapat East Riding Amateur Football League – 11 csapat East Riding County Football League Division One – 12 csapat East Sussex Football League Division Two – 11 csapat Essex Alliance Football League Division Two – 9 csapat Essex and Suffolk Border Football League Division Three – 9 csapat Essex Olympian Football League Senior Division Three – 13 csapat Furness Premier League Premier Division – 14 csapat Guildford and Woking Alliance Football League Premier Division – 11 csapat Halifax and District Football League Premier Division – 11 csapat Harrogate and District Football League Premier Division – 12 csapat Hertford and District Football League Division One – 12 csapat Huddersfield and District Association Football League Division One – 12 csapat Kent County Football League Division Three East – 12 csapat Kent County Football League Division Three West – 14 csapat Kingston and District Football League Premier Division – 11 csapat Lancashire Amateur Football League Division One – 14 csapat Leicester and District Football League Division One – 13 csapat | Aldershot & District Football League Division Two – 10 csapat Altrincham and District Amateur Football League Division Two – 13 csapat Anglian Combination Division Three – 18 csapat Aylesbury and District Football League Division Two – 10 csapat Banbury District and Lord Jersey FA Division One – 11 csapat Basingstoke and District Football League Premier Division – 11 csapat Bath and District Football League – 10 csapat Bedfordshire County Football League Division Three – 12 csapat Bournemouth Saturday Football League Division One – 9 csapat Brighton, Hove & District Football League Division Two West – 10 csapat Bristol and District Football League Senior Division – 14 csapat Bristol and Suburban Association Football League Division One – 13 csapat Cambridgeshire Football Association County Football League Division One A – 13 csapat Cambridgeshire Football Association County Football League Division One B – 14 csapat Colchester and East Essex Football League Division One – 13 csapat Cheltenham Football League Division One – 13 csapat Cirencester and District Football League Division One – 13 csapat Craven and District Football League Premier Division – 12 csapat Devon and Exeter Football League Division Two – 13 csapat Dorset Football League Division Two – 12 csapat Driffield and District Football League Division One – 9 csapat Duchy Football League Premier Division – 13 csapat East Berkshire Football League Division One – 8 csapat East Riding Amateur Football League – 11 csapat East Riding County Football League Division One – 12 csapat East Sussex Football League Division Two – 11 csapat Essex Alliance Football League Division Two – 9 csapat Essex and Suffolk Border Football League Division Three – 9 csapat Essex Olympian Football League Senior Division Three – 13 csapat Furness Premier League Premier Division – 14 csapat Guildford and Woking Alliance Football League Premier Division – 11 csapat Halifax and District Football League Premier Division – 11 csapat Harrogate and District Football League Premier Division – 12 csapat Hertford and District Football League Division One – 12 csapat Huddersfield and District Association Football League Division One – 12 csapat Kent County Football League Division Three East – 12 csapat Kent County Football League Division Three West – 14 csapat Kingston and District Football League Premier Division – 11 csapat Lancashire Amateur Football League Division One – 14 csapat Leicester and District Football League Division One – 13 csapat | Mercian Regional Football League Division One – 12 csapat Mid-Essex Football League Division One – 12 csapat Mid-Somerset Football League Premier Division – 11 csapat Mid-Sussex Football League Division One – 11 csapat Midlands Regional Alliance Division Two – 10 csapat Newcastle Corinthians Football League Division One – 9 csapat North Berks Football League Division Three – 12 csapat North Bucks and District Football League Division One – 13 csapat North Devon Football League Intermediate Division One – 14 csapat North Gloucestershire Football League Premier Division – 14 csapat North Leicestershire Football League Division One – 10 csapat North Northumberland Football League Division One – 10 csapat Northamptonshire Combination Football League Division Three – 14 csapat Oxfordshire Senior Football League Division Three – 15 csapat Peterborough and District Football League Division Three – 15 csapat Perry Street and District Football League Premier Division – 13 csapat Plymouth and West Devon Combination Football League Division Two – 10 csapat Redhill and District Football League Premier Division – 7 csapat South Devon Football League Division Two – 14 csapat South Yorkshire Amateur Football League – 15 csapat Southampton Saturday Football League Senior Division One – 10 csapat Southend Borough Combination Division One – 12 csapat Spen Valley and District Football League Premier Division – 12 csapat Stroud and District Football League Division One – 13 csapat Suffolk and Ipswich Football League Division Three – 13 csapat Surrey South Eastern Combination Junior Division One – 11 csapat Taunton & District Saturday Football League Division One – 11 csapat Thames Valley Premier League Division Three – 11 csapat Trelawny Football League Division One – 14 csapat Tyneside Amateur Football League Division One – 13 csapat Wakefield and District Football League Premier Division – 11 csapat West Sussex Football League Division Two North – 12 csapat West Sussex Football League Division Two South – 11 csapat Weston-super-Mare and District Football League Division One – 11 csapat Wimbledon & District Football League Premier Division – 10 csapat Witney and District Football League Division One – 11 csapat Yeovil and District Football League Premier Division – 12 csapat York Football League Division Three – 11 csapat Yorkshire Amateur Football League Premier Division – 11 csapat | Mercian Regional Football League Division One – 12 csapat Mid-Essex Football League Division One – 12 csapat Mid-Somerset Football League Premier Division – 11 csapat Mid-Sussex Football League Division One – 11 csapat Midlands Regional Alliance Division Two – 10 csapat Newcastle Corinthians Football League Division One – 9 csapat North Berks Football League Division Three – 12 csapat North Bucks and District Football League Division One – 13 csapat North Devon Football League Intermediate Division One – 14 csapat North Gloucestershire Football League Premier Division – 14 csapat North Leicestershire Football League Division One – 10 csapat North Northumberland Football League Division One – 10 csapat Northamptonshire Combination Football League Division Three – 14 csapat Oxfordshire Senior Football League Division Three – 15 csapat Peterborough and District Football League Division Three – 15 csapat Perry Street and District Football League Premier Division – 13 csapat Plymouth and West Devon Combination Football League Division Two – 10 csapat Redhill and District Football League Premier Division – 7 csapat South Devon Football League Division Two – 14 csapat South Yorkshire Amateur Football League – 15 csapat Southampton Saturday Football League Senior Division One – 10 csapat Southend Borough Combination Division One – 12 csapat Spen Valley and District Football League Premier Division – 12 csapat Stroud and District Football League Division One – 13 csapat Suffolk and Ipswich Football League Division Three – 13 csapat Surrey South Eastern Combination Junior Division One – 11 csapat Taunton & District Saturday Football League Division One – 11 csapat Thames Valley Premier League Division Three – 11 csapat Trelawny Football League Division One – 14 csapat Tyneside Amateur Football League Division One – 13 csapat Wakefield and District Football League Premier Division – 11 csapat West Sussex Football League Division Two North – 12 csapat West Sussex Football League Division Two South – 11 csapat Weston-super-Mare and District Football League Division One – 11 csapat Wimbledon & District Football League Premier Division – 10 csapat Witney and District Football League Division One – 11 csapat Yeovil and District Football League Premier Division – 12 csapat York Football League Division Three – 11 csapat Yorkshire Amateur Football League Premier Division – 11 csapat | Mercian Regional Football League Division One – 12 csapat Mid-Essex Football League Division One – 12 csapat Mid-Somerset Football League Premier Division – 11 csapat Mid-Sussex Football League Division One – 11 csapat Midlands Regional Alliance Division Two – 10 csapat Newcastle Corinthians Football League Division One – 9 csapat North Berks Football League Division Three – 12 csapat North Bucks and District Football League Division One – 13 csapat North Devon Football League Intermediate Division One – 14 csapat North Gloucestershire Football League Premier Division – 14 csapat North Leicestershire Football League Division One – 10 csapat North Northumberland Football League Division One – 10 csapat Northamptonshire Combination Football League Division Three – 14 csapat Oxfordshire Senior Football League Division Three – 15 csapat Peterborough and District Football League Division Three – 15 csapat Perry Street and District Football League Premier Division – 13 csapat Plymouth and West Devon Combination Football League Division Two – 10 csapat Redhill and District Football League Premier Division – 7 csapat South Devon Football League Division Two – 14 csapat South Yorkshire Amateur Football League – 15 csapat Southampton Saturday Football League Senior Division One – 10 csapat Southend Borough Combination Division One – 12 csapat Spen Valley and District Football League Premier Division – 12 csapat Stroud and District Football League Division One – 13 csapat Suffolk and Ipswich Football League Division Three – 13 csapat Surrey South Eastern Combination Junior Division One – 11 csapat Taunton & District Saturday Football League Division One – 11 csapat Thames Valley Premier League Division Three – 11 csapat Trelawny Football League Division One – 14 csapat Tyneside Amateur Football League Division One – 13 csapat Wakefield and District Football League Premier Division – 11 csapat West Sussex Football League Division Two North – 12 csapat West Sussex Football League Division Two South – 11 csapat Weston-super-Mare and District Football League Division One – 11 csapat Wimbledon & District Football League Premier Division – 10 csapat Witney and District Football League Division One – 11 csapat Yeovil and District Football League Premier Division – 12 csapat York Football League Division Three – 11 csapat Yorkshire Amateur Football League Premier Division – 11 csapat |
| 15    | Aldershot & District Football League Division Three – 10 csapat Anglian Combination Division Four – 15 csapat Aylesbury and District Football League Division Three – 10 csapat Banbury District and Lord Jersey FA Division Two – 11 csapat Basingstoke and District Football League Division One – 9 csapat Bedfordshire County Football League Division Four – 11 csapat Bournemouth Saturday Football League Division Two – 11 csapat Bristol and District Football League Division One – 14 csapat Bristol and Suburban Association Football League Division Two – 12 csapat Cambridgeshire Football Association County Football League Division Two A – 14 csapat Cambridgeshire Football Association County Football League Division Two B – 14 csapat Cheltenham Football League Division Two – 13 csapat Cirencester and District Football League Division Two – 15 csapat Colchester and East Essex Football League Division Two – 13 csapat Craven and District Football League Division One – 12 csapat Devon and Exeter Football League Division Three – 14 csapat Dorset Football League Division Three – 12 csapat Duchy Football League Division One – 12 csapat East Berkshire Football League Division Two – 11 csapat East Riding County Football League Division Two – 12 csapat East Sussex Football League Division Three – 11 csapat Essex Olympian Football League Senior Division Four – 14 csapat Furness Premier League Division One – 10 csapat Guildford and Woking Alliance Football League Division One – 11 csapat Halifax and District Football League Division One – 13 csapat Harrogate and District Football League Division One – 13 csapat Hertford and District Football League Division Two – 11 csapat Huddersfield and District Association Football League Division Two – 12 csapat Isle of Wight Saturday Football League Division One – 11 csapat Kingston and District Football League Division One – 10 csapat Lancashire Amateur Football League Division Two – 14 csapat Leicester and District Football League Division Two – 12 csapat Mercian Regional Football League Division Two – 12 csapat Mid-Essex Football League Division Two – 13 csapat | Aldershot & District Football League Division Three – 10 csapat Anglian Combination Division Four – 15 csapat Aylesbury and District Football League Division Three – 10 csapat Banbury District and Lord Jersey FA Division Two – 11 csapat Basingstoke and District Football League Division One – 9 csapat Bedfordshire County Football League Division Four – 11 csapat Bournemouth Saturday Football League Division Two – 11 csapat Bristol and District Football League Division One – 14 csapat Bristol and Suburban Association Football League Division Two – 12 csapat Cambridgeshire Football Association County Football League Division Two A – 14 csapat Cambridgeshire Football Association County Football League Division Two B – 14 csapat Cheltenham Football League Division Two – 13 csapat Cirencester and District Football League Division Two – 15 csapat Colchester and East Essex Football League Division Two – 13 csapat Craven and District Football League Division One – 12 csapat Devon and Exeter Football League Division Three – 14 csapat Dorset Football League Division Three – 12 csapat Duchy Football League Division One – 12 csapat East Berkshire Football League Division Two – 11 csapat East Riding County Football League Division Two – 12 csapat East Sussex Football League Division Three – 11 csapat Essex Olympian Football League Senior Division Four – 14 csapat Furness Premier League Division One – 10 csapat Guildford and Woking Alliance Football League Division One – 11 csapat Halifax and District Football League Division One – 13 csapat Harrogate and District Football League Division One – 13 csapat Hertford and District Football League Division Two – 11 csapat Huddersfield and District Association Football League Division Two – 12 csapat Isle of Wight Saturday Football League Division One – 11 csapat Kingston and District Football League Division One – 10 csapat Lancashire Amateur Football League Division Two – 14 csapat Leicester and District Football League Division Two – 12 csapat Mercian Regional Football League Division Two – 12 csapat Mid-Essex Football League Division Two – 13 csapat | Aldershot & District Football League Division Three – 10 csapat Anglian Combination Division Four – 15 csapat Aylesbury and District Football League Division Three – 10 csapat Banbury District and Lord Jersey FA Division Two – 11 csapat Basingstoke and District Football League Division One – 9 csapat Bedfordshire County Football League Division Four – 11 csapat Bournemouth Saturday Football League Division Two – 11 csapat Bristol and District Football League Division One – 14 csapat Bristol and Suburban Association Football League Division Two – 12 csapat Cambridgeshire Football Association County Football League Division Two A – 14 csapat Cambridgeshire Football Association County Football League Division Two B – 14 csapat Cheltenham Football League Division Two – 13 csapat Cirencester and District Football League Division Two – 15 csapat Colchester and East Essex Football League Division Two – 13 csapat Craven and District Football League Division One – 12 csapat Devon and Exeter Football League Division Three – 14 csapat Dorset Football League Division Three – 12 csapat Duchy Football League Division One – 12 csapat East Berkshire Football League Division Two – 11 csapat East Riding County Football League Division Two – 12 csapat East Sussex Football League Division Three – 11 csapat Essex Olympian Football League Senior Division Four – 14 csapat Furness Premier League Division One – 10 csapat Guildford and Woking Alliance Football League Division One – 11 csapat Halifax and District Football League Division One – 13 csapat Harrogate and District Football League Division One – 13 csapat Hertford and District Football League Division Two – 11 csapat Huddersfield and District Association Football League Division Two – 12 csapat Isle of Wight Saturday Football League Division One – 11 csapat Kingston and District Football League Division One – 10 csapat Lancashire Amateur Football League Division Two – 14 csapat Leicester and District Football League Division Two – 12 csapat Mercian Regional Football League Division Two – 12 csapat Mid-Essex Football League Division Two – 13 csapat | Mid-Somerset Football League Division One – 11 csapat Mid-Sussex Football League Division Two – 12 csapat Newcastle Corinthians Football League Division Two – 10 csapat North Berks Football League Division Four East 12 csapat North Bucks and District Football League Division Two – 12 csapat North Devon Football League Intermediate Division Two – 12 csapat North Gloucestershire Football League Division One – 13 csapat North Leicestershire Football League Division Two – 10 csapat North Northumberland Football League Division Two – 11 csapat Northamptonshire Combination Football League Division Four – 14 csapat Perry Street and District Football League Division One – 13 csapat Peterborough and District Football League Division Four – 15 csapat Plymouth and West Devon Combination Football League Division Three – 12 csapat Redhill and District Football League Division One – 10 csapat South Devon Football League Division Three – 14 csapat Southampton Saturday Football League Junior Division One – 11 csapat Southend Borough Combination Division Two – 11 csapat Spen Valley and District Football League Division One – 9 csapat Stroud and District Football League Division Two – 13 csapat Suffolk and Ipswich Football League Division Four – 13 csapat Surrey South Eastern Combination Junior Division Two – 12 csapat Taunton & District Saturday Football League Division Two – 11 csapat Thames Valley Premier League Division Four – 10 csapat Trelawny Football League Division Two – 14 csapat Tyneside Amateur Football League Division Two – 13 csapat Wakefield and District Football League Division One – 11 csapat West Sussex Football League Division Three North – 11 csapat West Sussex Football League Division Three South – 10 csapat Weston-super-Mare and District Football League Division Two – 11 csapat Wimbledon & District Football League Division One – 10 csapat Witney and District Football League Division Two – 12 csapat Yeovil and District Football League Division One – 12 csapat York Football League Division Four – 12 csapat Yorkshire Amateur Football League Championship Division – 12 csapat | Mid-Somerset Football League Division One – 11 csapat Mid-Sussex Football League Division Two – 12 csapat Newcastle Corinthians Football League Division Two – 10 csapat North Berks Football League Division Four East 12 csapat North Bucks and District Football League Division Two – 12 csapat North Devon Football League Intermediate Division Two – 12 csapat North Gloucestershire Football League Division One – 13 csapat North Leicestershire Football League Division Two – 10 csapat North Northumberland Football League Division Two – 11 csapat Northamptonshire Combination Football League Division Four – 14 csapat Perry Street and District Football League Division One – 13 csapat Peterborough and District Football League Division Four – 15 csapat Plymouth and West Devon Combination Football League Division Three – 12 csapat Redhill and District Football League Division One – 10 csapat South Devon Football League Division Three – 14 csapat Southampton Saturday Football League Junior Division One – 11 csapat Southend Borough Combination Division Two – 11 csapat Spen Valley and District Football League Division One – 9 csapat Stroud and District Football League Division Two – 13 csapat Suffolk and Ipswich Football League Division Four – 13 csapat Surrey South Eastern Combination Junior Division Two – 12 csapat Taunton & District Saturday Football League Division Two – 11 csapat Thames Valley Premier League Division Four – 10 csapat Trelawny Football League Division Two – 14 csapat Tyneside Amateur Football League Division Two – 13 csapat Wakefield and District Football League Division One – 11 csapat West Sussex Football League Division Three North – 11 csapat West Sussex Football League Division Three South – 10 csapat Weston-super-Mare and District Football League Division Two – 11 csapat Wimbledon & District Football League Division One – 10 csapat Witney and District Football League Division Two – 12 csapat Yeovil and District Football League Division One – 12 csapat York Football League Division Four – 12 csapat Yorkshire Amateur Football League Championship Division – 12 csapat | Mid-Somerset Football League Division One – 11 csapat Mid-Sussex Football League Division Two – 12 csapat Newcastle Corinthians Football League Division Two – 10 csapat North Berks Football League Division Four East 12 csapat North Bucks and District Football League Division Two – 12 csapat North Devon Football League Intermediate Division Two – 12 csapat North Gloucestershire Football League Division One – 13 csapat North Leicestershire Football League Division Two – 10 csapat North Northumberland Football League Division Two – 11 csapat Northamptonshire Combination Football League Division Four – 14 csapat Perry Street and District Football League Division One – 13 csapat Peterborough and District Football League Division Four – 15 csapat Plymouth and West Devon Combination Football League Division Three – 12 csapat Redhill and District Football League Division One – 10 csapat South Devon Football League Division Three – 14 csapat Southampton Saturday Football League Junior Division One – 11 csapat Southend Borough Combination Division Two – 11 csapat Spen Valley and District Football League Division One – 9 csapat Stroud and District Football League Division Two – 13 csapat Suffolk and Ipswich Football League Division Four – 13 csapat Surrey South Eastern Combination Junior Division Two – 12 csapat Taunton & District Saturday Football League Division Two – 11 csapat Thames Valley Premier League Division Four – 10 csapat Trelawny Football League Division Two – 14 csapat Tyneside Amateur Football League Division Two – 13 csapat Wakefield and District Football League Division One – 11 csapat West Sussex Football League Division Three North – 11 csapat West Sussex Football League Division Three South – 10 csapat Weston-super-Mare and District Football League Division Two – 11 csapat Wimbledon & District Football League Division One – 10 csapat Witney and District Football League Division Two – 12 csapat Yeovil and District Football League Division One – 12 csapat York Football League Division Four – 12 csapat Yorkshire Amateur Football League Championship Division – 12 csapat |
| 16    | Anglian Combination Division Five North – 13 csapat Anglian Combination Division Five South – 14 csapat Aylesbury and District Football League Division Four – 10 csapat Banbury District and Lord Jersey FA Division Three – 12 csapat Basingstoke and District Football League Division Two – 13 csapat Bournemouth Saturday Football League Division Three – 11 csapat Bristol and District Football League Division Two – 15 csapat Bristol and Suburban Association Football League Division Three – 11 csapat Cambridgeshire Football Association County Football League Division Three A – 14 csapat Cambridgeshire Football Association County Football League Division Three B – 14 csapat Cheltenham Football League Division Three – 13 csapat Craven and District Football League Division Two – 14 csapat Devon and Exeter Football League Division Four – 13 csapat Dorset Football League Division Four – 11 csapat Duchy Football League Division Two – 12 csapat East Berkshire Football League Division Three – 12 csapat East Riding County Football League Division Three – 12 csapat East Sussex Football League Division Four – 11 csapat Essex Olympian Football League Senior Division Five – 13 csapat Furness Premier League Division Two – 11 csapat Guildford and Woking Alliance Football League Division Two – 13 csapat Halifax and District Football League Division Two – 12 csapat Harrogate and District Football League Division Two – 13 csapat Hertford and District Football League Division Three – 13 csapat Huddersfield and District Association Football League Division Three – 12 csapat Isle of Wight Saturday Football League Division Two – 11 csapat Kingston and District Football League Division Two – 12 csapat Lancashire Amateur Football League Division Three – 14 csapat | Anglian Combination Division Five North – 13 csapat Anglian Combination Division Five South – 14 csapat Aylesbury and District Football League Division Four – 10 csapat Banbury District and Lord Jersey FA Division Three – 12 csapat Basingstoke and District Football League Division Two – 13 csapat Bournemouth Saturday Football League Division Three – 11 csapat Bristol and District Football League Division Two – 15 csapat Bristol and Suburban Association Football League Division Three – 11 csapat Cambridgeshire Football Association County Football League Division Three A – 14 csapat Cambridgeshire Football Association County Football League Division Three B – 14 csapat Cheltenham Football League Division Three – 13 csapat Craven and District Football League Division Two – 14 csapat Devon and Exeter Football League Division Four – 13 csapat Dorset Football League Division Four – 11 csapat Duchy Football League Division Two – 12 csapat East Berkshire Football League Division Three – 12 csapat East Riding County Football League Division Three – 12 csapat East Sussex Football League Division Four – 11 csapat Essex Olympian Football League Senior Division Five – 13 csapat Furness Premier League Division Two – 11 csapat Guildford and Woking Alliance Football League Division Two – 13 csapat Halifax and District Football League Division Two – 12 csapat Harrogate and District Football League Division Two – 13 csapat Hertford and District Football League Division Three – 13 csapat Huddersfield and District Association Football League Division Three – 12 csapat Isle of Wight Saturday Football League Division Two – 11 csapat Kingston and District Football League Division Two – 12 csapat Lancashire Amateur Football League Division Three – 14 csapat | Anglian Combination Division Five North – 13 csapat Anglian Combination Division Five South – 14 csapat Aylesbury and District Football League Division Four – 10 csapat Banbury District and Lord Jersey FA Division Three – 12 csapat Basingstoke and District Football League Division Two – 13 csapat Bournemouth Saturday Football League Division Three – 11 csapat Bristol and District Football League Division Two – 15 csapat Bristol and Suburban Association Football League Division Three – 11 csapat Cambridgeshire Football Association County Football League Division Three A – 14 csapat Cambridgeshire Football Association County Football League Division Three B – 14 csapat Cheltenham Football League Division Three – 13 csapat Craven and District Football League Division Two – 14 csapat Devon and Exeter Football League Division Four – 13 csapat Dorset Football League Division Four – 11 csapat Duchy Football League Division Two – 12 csapat East Berkshire Football League Division Three – 12 csapat East Riding County Football League Division Three – 12 csapat East Sussex Football League Division Four – 11 csapat Essex Olympian Football League Senior Division Five – 13 csapat Furness Premier League Division Two – 11 csapat Guildford and Woking Alliance Football League Division Two – 13 csapat Halifax and District Football League Division Two – 12 csapat Harrogate and District Football League Division Two – 13 csapat Hertford and District Football League Division Three – 13 csapat Huddersfield and District Association Football League Division Three – 12 csapat Isle of Wight Saturday Football League Division Two – 11 csapat Kingston and District Football League Division Two – 12 csapat Lancashire Amateur Football League Division Three – 14 csapat | Leicester and District Football League Division Three – 11 csapat Mid-Essex Football League Division Three – 13 csapat Mid-Somerset Football League Division Two – 13 csapat Mid-Sussex Football League Division Three – 12 csapat North Gloucestershire Football League Division Two – 13 csapat North Leicestershire Football League Division Three – 12 csapat Northampton Town Football League – 7 csapat Northamptonshire Combination Football League Division Five – 14 csapat Perry Street and District Football League Division Two – 13 csapat Peterborough and District Football League Division Five – 13 csapat Redhill and District Football League Division Two – 7 csapat South Devon Football League Division Four – 14 csapat Southampton Saturday Football League Junior Division Two – 11 csapat Southend Borough Combination Division Three – 11 csapat Stroud and District Football League Division Three – 13 csapat Suffolk and Ipswich Football League Division Five – 12 csapat Surrey South Eastern Combination Junior Division Three – 11 csapat Taunton & District Saturday Football League Division Three – 9 csapat Thames Valley Premier League Division Five – 9 csapat Trelawny Football League Division Three – 14 csapat Wakefield and District Football League Division Two – 11 csapat West Sussex Football League Division Four North – 11 csapat West Sussex Football League Division Four South – 10 csapat Weston-super-Mare and District Football League Division Three – 12 csapat Wimbledon & District Football League Division Two – 10 csapat Witney and District Football League Division Three – 12 csapat Yeovil and District Football League Division Two – 10 csapat Yorkshire Amateur Football League Division One – 13 csapat | Leicester and District Football League Division Three – 11 csapat Mid-Essex Football League Division Three – 13 csapat Mid-Somerset Football League Division Two – 13 csapat Mid-Sussex Football League Division Three – 12 csapat North Gloucestershire Football League Division Two – 13 csapat North Leicestershire Football League Division Three – 12 csapat Northampton Town Football League – 7 csapat Northamptonshire Combination Football League Division Five – 14 csapat Perry Street and District Football League Division Two – 13 csapat Peterborough and District Football League Division Five – 13 csapat Redhill and District Football League Division Two – 7 csapat South Devon Football League Division Four – 14 csapat Southampton Saturday Football League Junior Division Two – 11 csapat Southend Borough Combination Division Three – 11 csapat Stroud and District Football League Division Three – 13 csapat Suffolk and Ipswich Football League Division Five – 12 csapat Surrey South Eastern Combination Junior Division Three – 11 csapat Taunton & District Saturday Football League Division Three – 9 csapat Thames Valley Premier League Division Five – 9 csapat Trelawny Football League Division Three – 14 csapat Wakefield and District Football League Division Two – 11 csapat West Sussex Football League Division Four North – 11 csapat West Sussex Football League Division Four South – 10 csapat Weston-super-Mare and District Football League Division Three – 12 csapat Wimbledon & District Football League Division Two – 10 csapat Witney and District Football League Division Three – 12 csapat Yeovil and District Football League Division Two – 10 csapat Yorkshire Amateur Football League Division One – 13 csapat | Leicester and District Football League Division Three – 11 csapat Mid-Essex Football League Division Three – 13 csapat Mid-Somerset Football League Division Two – 13 csapat Mid-Sussex Football League Division Three – 12 csapat North Gloucestershire Football League Division Two – 13 csapat North Leicestershire Football League Division Three – 12 csapat Northampton Town Football League – 7 csapat Northamptonshire Combination Football League Division Five – 14 csapat Perry Street and District Football League Division Two – 13 csapat Peterborough and District Football League Division Five – 13 csapat Redhill and District Football League Division Two – 7 csapat South Devon Football League Division Four – 14 csapat Southampton Saturday Football League Junior Division Two – 11 csapat Southend Borough Combination Division Three – 11 csapat Stroud and District Football League Division Three – 13 csapat Suffolk and Ipswich Football League Division Five – 12 csapat Surrey South Eastern Combination Junior Division Three – 11 csapat Taunton & District Saturday Football League Division Three – 9 csapat Thames Valley Premier League Division Five – 9 csapat Trelawny Football League Division Three – 14 csapat Wakefield and District Football League Division Two – 11 csapat West Sussex Football League Division Four North – 11 csapat West Sussex Football League Division Four South – 10 csapat Weston-super-Mare and District Football League Division Three – 12 csapat Wimbledon & District Football League Division Two – 10 csapat Witney and District Football League Division Three – 12 csapat Yeovil and District Football League Division Two – 10 csapat Yorkshire Amateur Football League Division One – 13 csapat |
| 17    | Bournemouth Saturday Football League Division Four – 12 csapat Bristol and District Football League Division Three – 15 csapat Bristol and Suburban Association Football League Division Four – 13 csapat Cambridgeshire Football Association County Football League Division Four A – 12 csapat Cambridgeshire Football Association County Football League Division Four B – 14 csapat Cheltenham Football League Division Four – 13 csapat Craven and District Football League Division Three – 13 csapat Devon and Exeter Football League Division Five – 13 csapat Dorset Football League Division Five – 10 csapat Duchy Football League Division Three – 13 csapat East Berkshire Football League Division Four – 13 csapat East Riding County Football League Division Four – 12 csapat East Sussex Football League Division Five – 10 csapat Guildford and Woking Alliance Football League Division Three – 11 csapat Huddersfield and District Association Football League Division Four – 14 csapat Isle of Wight Saturday Football League Division Three – 15 csapat Kingston and District Football League Division Three – 11 csapat Lancashire Amateur Football League Division Four – 13 csapat Mid-Essex Football League Division Four – 14 csapat Mid-Somerset Football League Division Three – 14 csapat Mid-Sussex Football League Division Four – 12 csapat | Bournemouth Saturday Football League Division Four – 12 csapat Bristol and District Football League Division Three – 15 csapat Bristol and Suburban Association Football League Division Four – 13 csapat Cambridgeshire Football Association County Football League Division Four A – 12 csapat Cambridgeshire Football Association County Football League Division Four B – 14 csapat Cheltenham Football League Division Four – 13 csapat Craven and District Football League Division Three – 13 csapat Devon and Exeter Football League Division Five – 13 csapat Dorset Football League Division Five – 10 csapat Duchy Football League Division Three – 13 csapat East Berkshire Football League Division Four – 13 csapat East Riding County Football League Division Four – 12 csapat East Sussex Football League Division Five – 10 csapat Guildford and Woking Alliance Football League Division Three – 11 csapat Huddersfield and District Association Football League Division Four – 14 csapat Isle of Wight Saturday Football League Division Three – 15 csapat Kingston and District Football League Division Three – 11 csapat Lancashire Amateur Football League Division Four – 13 csapat Mid-Essex Football League Division Four – 14 csapat Mid-Somerset Football League Division Three – 14 csapat Mid-Sussex Football League Division Four – 12 csapat | Bournemouth Saturday Football League Division Four – 12 csapat Bristol and District Football League Division Three – 15 csapat Bristol and Suburban Association Football League Division Four – 13 csapat Cambridgeshire Football Association County Football League Division Four A – 12 csapat Cambridgeshire Football Association County Football League Division Four B – 14 csapat Cheltenham Football League Division Four – 13 csapat Craven and District Football League Division Three – 13 csapat Devon and Exeter Football League Division Five – 13 csapat Dorset Football League Division Five – 10 csapat Duchy Football League Division Three – 13 csapat East Berkshire Football League Division Four – 13 csapat East Riding County Football League Division Four – 12 csapat East Sussex Football League Division Five – 10 csapat Guildford and Woking Alliance Football League Division Three – 11 csapat Huddersfield and District Association Football League Division Four – 14 csapat Isle of Wight Saturday Football League Division Three – 15 csapat Kingston and District Football League Division Three – 11 csapat Lancashire Amateur Football League Division Four – 13 csapat Mid-Essex Football League Division Four – 14 csapat Mid-Somerset Football League Division Three – 14 csapat Mid-Sussex Football League Division Four – 12 csapat | North Gloucestershire Football League Division Three – 13 csapat Perry Street and District Football League Division Three – 13 csapat Redhill and District Football League Division Three – 10 csapat South Devon Football League Division Five – 13 csapat Southampton Saturday Football League Junior Division Three – 10 csapat Southend Borough Combination Division Four – 12 csapat Stroud and District Football League Division Four – 13 csapat Suffolk and Ipswich Football League Division Six – 13 csapat Surrey South Eastern Combination Junior Division Four – 12 csapat Taunton & District Saturday Football League Division Four – 10 csapat Trelawny Football League Division Four – 14 csapat Wakefield and District Football League Division Three – 11 csapat West Sussex Football League Division Five Central – 9 csapat West Sussex Football League Division Five North – 10 csapat West Sussex Football League Division Five South – 10 csapat Weston-super-Mare and District Football League Division Four – 11 csapat Wimbledon & District Football League Division Three – 10 csapat Witney and District Football League Division Four – 12 csapat Yeovil and District Football League Division Three – 12 csapat Yorkshire Amateur Football League Division Two – 12 csapat | North Gloucestershire Football League Division Three – 13 csapat Perry Street and District Football League Division Three – 13 csapat Redhill and District Football League Division Three – 10 csapat South Devon Football League Division Five – 13 csapat Southampton Saturday Football League Junior Division Three – 10 csapat Southend Borough Combination Division Four – 12 csapat Stroud and District Football League Division Four – 13 csapat Suffolk and Ipswich Football League Division Six – 13 csapat Surrey South Eastern Combination Junior Division Four – 12 csapat Taunton & District Saturday Football League Division Four – 10 csapat Trelawny Football League Division Four – 14 csapat Wakefield and District Football League Division Three – 11 csapat West Sussex Football League Division Five Central – 9 csapat West Sussex Football League Division Five North – 10 csapat West Sussex Football League Division Five South – 10 csapat Weston-super-Mare and District Football League Division Four – 11 csapat Wimbledon & District Football League Division Three – 10 csapat Witney and District Football League Division Four – 12 csapat Yeovil and District Football League Division Three – 12 csapat Yorkshire Amateur Football League Division Two – 12 csapat | North Gloucestershire Football League Division Three – 13 csapat Perry Street and District Football League Division Three – 13 csapat Redhill and District Football League Division Three – 10 csapat South Devon Football League Division Five – 13 csapat Southampton Saturday Football League Junior Division Three – 10 csapat Southend Borough Combination Division Four – 12 csapat Stroud and District Football League Division Four – 13 csapat Suffolk and Ipswich Football League Division Six – 13 csapat Surrey South Eastern Combination Junior Division Four – 12 csapat Taunton & District Saturday Football League Division Four – 10 csapat Trelawny Football League Division Four – 14 csapat Wakefield and District Football League Division Three – 11 csapat West Sussex Football League Division Five Central – 9 csapat West Sussex Football League Division Five North – 10 csapat West Sussex Football League Division Five South – 10 csapat Weston-super-Mare and District Football League Division Four – 11 csapat Wimbledon & District Football League Division Three – 10 csapat Witney and District Football League Division Four – 12 csapat Yeovil and District Football League Division Three – 12 csapat Yorkshire Amateur Football League Division Two – 12 csapat |
| 18    | Bristol and District Football League Division Four – 15 csapat Bristol and Suburban Association Football League Division Five – 11 csapat Cambridgeshire Football Association County Football League Division Five A – 13 csapat Cambridgeshire Football Association County Football League Division Five B – 12 csapat Central and South Norfolk Football League Division One – 12 csapat Cheltenham Football League Division Five – 13 csapat Devon and Exeter Football League Division Six – 14 csapat Duchy Football League Division Four – 12 csapat East Riding County Football League Division Five – 12 csapat Guildford and Woking Alliance Football League Division Four – 14 csapat Kingston and District Football League Division Four – 9 csapat Lancashire Amateur Football League Division Five – 12 csapat | Bristol and District Football League Division Four – 15 csapat Bristol and Suburban Association Football League Division Five – 11 csapat Cambridgeshire Football Association County Football League Division Five A – 13 csapat Cambridgeshire Football Association County Football League Division Five B – 12 csapat Central and South Norfolk Football League Division One – 12 csapat Cheltenham Football League Division Five – 13 csapat Devon and Exeter Football League Division Six – 14 csapat Duchy Football League Division Four – 12 csapat East Riding County Football League Division Five – 12 csapat Guildford and Woking Alliance Football League Division Four – 14 csapat Kingston and District Football League Division Four – 9 csapat Lancashire Amateur Football League Division Five – 12 csapat | Bristol and District Football League Division Four – 15 csapat Bristol and Suburban Association Football League Division Five – 11 csapat Cambridgeshire Football Association County Football League Division Five A – 13 csapat Cambridgeshire Football Association County Football League Division Five B – 12 csapat Central and South Norfolk Football League Division One – 12 csapat Cheltenham Football League Division Five – 13 csapat Devon and Exeter Football League Division Six – 14 csapat Duchy Football League Division Four – 12 csapat East Riding County Football League Division Five – 12 csapat Guildford and Woking Alliance Football League Division Four – 14 csapat Kingston and District Football League Division Four – 9 csapat Lancashire Amateur Football League Division Five – 12 csapat | Mid-Essex Football League Division Five – 14 csapat Mid-Sussex Football League Division Five – 12 csapat North Gloucestershire Football League Division Four – 13 csapat Redhill and District Football League Division Four – 10 csapat Southampton Saturday Football League Junior Division Four – 9 csapat St. Edmundsbury Football League Division One – 7 csapat Stroud and District Football League Division Five – 14 csapat Taunton & District Saturday Football League Division Five – 10 csapat Trelawny Football League Division Five – 14 csapat Weston-super-Mare and District Football League Division Five – 11 csapat Yorkshire Amateur Football League Division Three – 12 csapat | Mid-Essex Football League Division Five – 14 csapat Mid-Sussex Football League Division Five – 12 csapat North Gloucestershire Football League Division Four – 13 csapat Redhill and District Football League Division Four – 10 csapat Southampton Saturday Football League Junior Division Four – 9 csapat St. Edmundsbury Football League Division One – 7 csapat Stroud and District Football League Division Five – 14 csapat Taunton & District Saturday Football League Division Five – 10 csapat Trelawny Football League Division Five – 14 csapat Weston-super-Mare and District Football League Division Five – 11 csapat Yorkshire Amateur Football League Division Three – 12 csapat | Mid-Essex Football League Division Five – 14 csapat Mid-Sussex Football League Division Five – 12 csapat North Gloucestershire Football League Division Four – 13 csapat Redhill and District Football League Division Four – 10 csapat Southampton Saturday Football League Junior Division Four – 9 csapat St. Edmundsbury Football League Division One – 7 csapat Stroud and District Football League Division Five – 14 csapat Taunton & District Saturday Football League Division Five – 10 csapat Trelawny Football League Division Five – 14 csapat Weston-super-Mare and District Football League Division Five – 11 csapat Yorkshire Amateur Football League Division Three – 12 csapat |
| 19    | Bristol and District Football League Division Five – 15 csapat Central and South Norfolk Football League Division Two – 11 csapat Devon and Exeter Football League Division Seven – 12 csapat Duchy Football League Division Five – 12 csapat East Riding County Football League Division Six – 11 csapat Guildford and Woking Alliance Football League Division Five – 12 csapat Kingston and District Football League Division Five – 9 csapat | Bristol and District Football League Division Five – 15 csapat Central and South Norfolk Football League Division Two – 11 csapat Devon and Exeter Football League Division Seven – 12 csapat Duchy Football League Division Five – 12 csapat East Riding County Football League Division Six – 11 csapat Guildford and Woking Alliance Football League Division Five – 12 csapat Kingston and District Football League Division Five – 9 csapat | Bristol and District Football League Division Five – 15 csapat Central and South Norfolk Football League Division Two – 11 csapat Devon and Exeter Football League Division Seven – 12 csapat Duchy Football League Division Five – 12 csapat East Riding County Football League Division Six – 11 csapat Guildford and Woking Alliance Football League Division Five – 12 csapat Kingston and District Football League Division Five – 9 csapat | Lancashire Amateur Football League Division Six – 12 csapat Mid-Essex Football League Division Six – 12 csapat Mid-Sussex Football League Division Six – 11 csapat St. Edmundsbury Football League Division Two – 7 csapat Stroud and District Football League Division Six – 12 csapat Yorkshire Amateur Football League Division Four – 12 csapat | Lancashire Amateur Football League Division Six – 12 csapat Mid-Essex Football League Division Six – 12 csapat Mid-Sussex Football League Division Six – 11 csapat St. Edmundsbury Football League Division Two – 7 csapat Stroud and District Football League Division Six – 12 csapat Yorkshire Amateur Football League Division Four – 12 csapat | Lancashire Amateur Football League Division Six – 12 csapat Mid-Essex Football League Division Six – 12 csapat Mid-Sussex Football League Division Six – 11 csapat St. Edmundsbury Football League Division Two – 7 csapat Stroud and District Football League Division Six – 12 csapat Yorkshire Amateur Football League Division Four – 12 csapat |
| 20    | Central and South Norfolk Football League Division Three – 12 csapat Devon and Exeter Football League Division Eight – 12 csapat Mid-Sussex Football League Division Seven – 12 csapat | Central and South Norfolk Football League Division Three – 12 csapat Devon and Exeter Football League Division Eight – 12 csapat Mid-Sussex Football League Division Seven – 12 csapat | Central and South Norfolk Football League Division Three – 12 csapat Devon and Exeter Football League Division Eight – 12 csapat Mid-Sussex Football League Division Seven – 12 csapat | St. Edmundsbury Football League Division Three – 7 csapat Stroud and District Football League Division Seven – 14 csapat Yorkshire Amateur Football League Division Five – 10 csapat | St. Edmundsbury Football League Division Three – 7 csapat Stroud and District Football League Division Seven – 14 csapat Yorkshire Amateur Football League Division Five – 10 csapat | St. Edmundsbury Football League Division Three – 7 csapat Stroud and District Football League Division Seven – 14 csapat Yorkshire Amateur Football League Division Five – 10 csapat |
| 21    | Bristol and Avon Football League – 13 csapat Central and South Norfolk Football League Division Four – 9 csapat Devon and Exeter Football League Division Nine – 12 csapat Mid-Sussex Football League Division Eight – 11 csapat Yorkshire Amateur Football League Division Five – 12 csapat | Bristol and Avon Football League – 13 csapat Central and South Norfolk Football League Division Four – 9 csapat Devon and Exeter Football League Division Nine – 12 csapat Mid-Sussex Football League Division Eight – 11 csapat Yorkshire Amateur Football League Division Five – 12 csapat | Bristol and Avon Football League – 13 csapat Central and South Norfolk Football League Division Four – 9 csapat Devon and Exeter Football League Division Nine – 12 csapat Mid-Sussex Football League Division Eight – 11 csapat Yorkshire Amateur Football League Division Five – 12 csapat | Bristol and Avon Football League – 13 csapat Central and South Norfolk Football League Division Four – 9 csapat Devon and Exeter Football League Division Nine – 12 csapat Mid-Sussex Football League Division Eight – 11 csapat Yorkshire Amateur Football League Division Five – 12 csapat | Bristol and Avon Football League – 13 csapat Central and South Norfolk Football League Division Four – 9 csapat Devon and Exeter Football League Division Nine – 12 csapat Mid-Sussex Football League Division Eight – 11 csapat Yorkshire Amateur Football League Division Five – 12 csapat | Bristol and Avon Football League – 13 csapat Central and South Norfolk Football League Division Four – 9 csapat Devon and Exeter Football League Division Nine – 12 csapat Mid-Sussex Football League Division Eight – 11 csapat Yorkshire Amateur Football League Division Five – 12 csapat |
| 22    | Mid-Sussex Football League Division Nine – 11 csapat | Mid-Sussex Football League Division Nine – 11 csapat | Mid-Sussex Football League Division Nine – 11 csapat | Mid-Sussex Football League Division Nine – 11 csapat | Mid-Sussex Football League Division Nine – 11 csapat | Mid-Sussex Football League Division Nine – 11 csapat |
| 23    | Mid-Sussex Football League Division Ten – 10 csapat | Mid-Sussex Football League Division Ten – 10 csapat | Mid-Sussex Football League Division Ten – 10 csapat | Mid-Sussex Football League Division Ten – 10 csapat | Mid-Sussex Football League Division Ten – 10 csapat | Mid-Sussex Football League Division Ten – 10 csapat |
| 24    | Mid-Sussex Football League Division Eleven – 9 csapat | Mid-Sussex Football League Division Eleven – 9 csapat | Mid-Sussex Football League Division Eleven – 9 csapat | Mid-Sussex Football League Division Eleven – 9 csapat | Mid-Sussex Football League Division Eleven – 9 csapat | Mid-Sussex Football League Division Eleven – 9 csapat |